# Skate America de 2017
Skate America de 2017 foi a trigésima sexta edição do Skate America, um evento anual de patinação artística no gelo organizado pela United States Figure Skating Association, e que fez parte do Grand Prix de 2017–18. A competição foi disputada entre os dias 24 de novembro e 26 de novembro, na cidade de Lake Placid, Nova Iorque, Estados Unidos.

## Eventos
- Individual masculino
- Individual feminino
- Duplas
- Dança no gelo

## Medalhistas
| Evento                        | Ouro                                             | Prata                                   | Bronze                                          |
| Individual masculino detalhes | Nathan Chen · Estados Unidos                     | Adam Rippon · Estados Unidos            | Sergei Voronov · Rússia                         |
| Individual feminino detalhes  | Satoko Miyahara · Japão                          | Kaori Sakamoto · Japão                  | Bradie Tennell · Estados Unidos                 |
| Duplas detalhes               | Aliona Savchenko · Bruno Massot · Alemanha       | Yu Xiaoyu · Zhang Hao · China           | Meagan Duhamel · Eric Radford · Canadá          |
| Dança no gelo detalhes        | Maia Shibutani · Alex Shibutani · Estados Unidos | Anna Cappellini · Luca Lanotte · Itália | Victoria Sinitsina · Nikita Katsalapov · Rússia |

## Resultados

### Individual masculino
| Pos.              | Nome           | Nacionalidade  | Pontos | PC         | PL          |
| ----------------- | -------------- | -------------- | ------ | ---------- | ----------- |
| Medalha de ouro   | Nathan Chen    | Estados Unidos | 275.88 | 104.12 (1) | 171.76 (2)  |
| Medalha de prata  | Adam Rippon    | Estados Unidos | 266.45 | 89.04 (2)  | 177.41 (1)  |
| Medalha de bronze | Sergei Voronov | Rússia         | 257.49 | 87.51 (3)  | 169.98 (3)  |
| 4                 | Jin Boyang     | China          | 246.03 | 77.97 (6)  | 168.06 (4)  |
| 5                 | Yan Han        | China          | 228.33 | 85.97 (4)  | 142.36 (7)  |
| 6                 | Ross Miner     | Estados Unidos | 219.62 | 71.59 (8)  | 148.03 (5)  |
| 7                 | Takahito Mura  | Japão          | 212.77 | 75.05 (7)  | 137.72 (8)  |
| 8                 | Liam Firus     | Canadá         | 210.83 | 65.17 (11) | 145.66 (6)  |
| 9                 | Kevin Reynolds | Canadá         | 204.05 | 69.10 (10) | 134.95 (9)  |
| 10                | Roman Sadovsky | Canadá         | 200.10 | 70.85 (9)  | 129.25 (10) |
| WD                | Daniel Samohin | Israel         | —      | 82.28 (5)  | — (WD)      |
| WD                | Maxim Kovtun   | Rússia         | —      | 64.98 (12) | — (WD)      |

### Individual feminino
| Pos.              | Nome                 | Nacionalidade  | Pontos | PC         | PL          |
| ----------------- | -------------------- | -------------- | ------ | ---------- | ----------- |
| Medalha de ouro   | Satoko Miyahara      | Japão          | 214.03 | 70.72 (1)  | 143.31 (1)  |
| Medalha de prata  | Kaori Sakamoto       | Japão          | 210.59 | 69.40 (2)  | 141.19 (2)  |
| Medalha de bronze | Bradie Tennell       | Estados Unidos | 204.10 | 67.01 (4)  | 137.09 (3)  |
| 4                 | Polina Tsurskaya     | Rússia         | 195.56 | 63.20 (8)  | 132.36 (4)  |
| 5                 | Serafima Sakhanovich | Rússia         | 189.75 | 66.28 (5)  | 123.47 (5)  |
| 6                 | Gabrielle Daleman    | Canadá         | 189.14 | 68.08 (3)  | 121.06 (8)  |
| 7                 | Alena Leonova        | Rússia         | 185.93 | 63.91 (7)  | 122.02 (7)  |
| 8                 | Karen Chen           | Estados Unidos | 182.80 | 59.53 (9)  | 123.27 (6)  |
| 9                 | Nicole Rajičová      | Eslováquia     | 167.61 | 55.43 (10) | 112.18 (9)  |
| 10                | Li Xiangning         | China          | 164.32 | 55.24 (11) | 109.08 (10) |
| WD                | Ashley Wagner        | Estados Unidos | —      | 64.12 (6)  | — (WD)      |

### Duplas
| Pos.              | Nome                                    | Nacionalidade  | Pontos | PC        | PL         |
| ----------------- | --------------------------------------- | -------------- | ------ | --------- | ---------- |
| Medalha de ouro   | Aliona Savchenko / Bruno Massot         | Alemanha       | 223.13 | 72.55 (3) | 150.58 (1) |
| Medalha de prata  | Yu Xiaoyu / Zhang Hao                   | China          | 219.20 | 73.67 (2) | 145.53 (2) |
| Medalha de bronze | Meagan Duhamel / Eric Radford           | Canadá         | 215.68 | 75.37 (1) | 140.31 (3) |
| 4                 | Natalia Zabiiako / Alexander Enbert     | Rússia         | 197.89 | 70.15 (4) | 127.74 (5) |
| 5                 | Alexa Scimeca Knierim / Chris Knierim   | Estados Unidos | 189.07 | 64.27 (5) | 124.80 (6) |
| 6                 | Kirsten Moore-Towers / Michael Marinaro | Canadá         | 187.81 | 59.97 (7) | 127.84 (4) |
| 7                 | Haven Denney / Brandon Frazier          | Estados Unidos | 172.16 | 63.04 (6) | 109.12 (7) |
| 8                 | Deanna Stellato / Nathan Bartholomay    | Estados Unidos | 165.00 | 57.18 (8) | 107.82 (8) |

### Dança no gelo
| Pos.              | Nome                                   | Nacionalidade  | Pontos | DC        | DL         |
| ----------------- | -------------------------------------- | -------------- | ------ | --------- | ---------- |
| Medalha de ouro   | Maia Shibutani / Alex Shibutani        | Estados Unidos | 194.25 | 79.18 (1) | 115.07 (1) |
| Medalha de prata  | Anna Cappellini / Luca Lanotte         | Itália         | 181.63 | 72.70 (2) | 108.93 (2) |
| Medalha de bronze | Victoria Sinitsina / Nikita Katsalapov | Rússia         | 176.53 | 68.72 (3) | 107.81 (3) |
| 4                 | Piper Gilles / Paul Poirier            | Canadá         | 166.54 | 64.07 (5) | 102.47 (4) |
| 5                 | Kaitlin Hawayek / Jean-Luc Baker       | Estados Unidos | 163.53 | 62.15 (7) | 101.38 (5) |
| 6                 | Tiffany Zahorski / Jonathan Guerreiro  | Rússia         | 160.28 | 64.20 (4) | 96.08 (6)  |
| 7                 | Kana Muramoto / Chris Reed             | Japão          | 155.80 | 62.30 (6) | 93.50 (8)  |
| 8                 | Wang Shiyue / Liu Xinyu                | China          | 149.36 | 55.57 (9) | 93.79 (7)  |
| 9                 | Rachel Parsons / Michael Parsons       | Estados Unidos | 145.54 | 58.36 (8) | 87.18 (9)  |

## Quadro de medalhas
| Ordem | País           | Medalha de ouro | Medalha de prata | Medalha de bronze |    | Ordem por total |
| ----- | -------------- | --------------- | ---------------- | ----------------- | -- | --------------- |
| 1     | Estados Unidos | 2               | 1                | 1                 | 4  | 1               |
| 2     | Japão          | 1               |                  |                   | 1  | 4               |
| 3     | Alemanha       | 1               | 1                |                   | 2  | 2               |
| 4     | China          |                 | 1                |                   | 1  | 4               |
| 4     | Itália         |                 | 1                |                   | 1  | 4               |
| 6     | Rússia         |                 |                  | 2                 | 2  | 2               |
| 7     | Canadá         |                 |                  | 1                 | 1  | 4               |
| TOTAL | TOTAL          | 4               | 4                | 4                 | 12 | —               |